# Luca Minopoli
Luca Minopoli (Napoli, 8 settembre 1979) è un calciatore italiano, centrocampista della Torrese.

## Caratteristiche tecniche
Centrocampista centrale, può essere impiegato come regista o come interno

## Carriera
Cresciuto nell'Ascoli, con cui debutta nel campionato di Serie C1, nel 1998 si trasferisce al Pescara, a cui rimane legato fino al 2006 venendo ceduto numerose volte in prestito. Con gli abruzzesi esordisce in Serie B, risultando poco impiegato (8 presenze fino al 2001); in questi anni viene prestato a Teramo (dove subisce due seri infortuni), Ascoli e Valenzana, tra Serie C1 e Serie C2.
Rientrato al Pescara, dopo alcuni mesi tra panchina e tribuna guadagna spazio nell'undici titolare degli adriatici nella seconda parte della stagione 2002-2003, contribuendo con 18 presenze alla promozione in Serie B. Nella stagione successiva inizia nel Pescara, e da gennaio si trasferisce al Piacenza, dove colleziona 5 presenze senza lasciare traccia. Tornato a Pescara per fine prestito, disputa un campionato e mezzo tra i cadetti prima di lasciare definitivamente l'Abruzzo, acquistato nel gennaio 2006 dall'Avellino. Con gli irpini scende in campo in 10 occasioni, senza evitare la retrocessione dopo i play-out.
Nel 2007 accetta l'offerta della Cisco Roma di Paolo Di Canio, scendendo in Serie C2. Nel gennaio 2008 si trasferisce alla Sangiovannese, senza evitarne la retrocessione in Serie C2. In seguito veste le maglie di Monopoli (di cui indossa la fascia di capitano) e Brindisi, dove rimane per due stagioni; nella seconda è tra i giocatori che mettono in mora la società pugliese.
Nel dicembre 2011 accetta l'offerta del San Nicolò, formazione abruzzese di Serie D, con cui totalizza 2 presenze in campionato. A fine stagione passa al Tolentino, squadra militante nel campionato di Eccellenza marchigiana di cui diventa capitano. Nel 2015, dopo tre anni, lascia la formazione cremisi e passa al Monticelli, sempre tra i dilettanti marchigiani. Si trasferisce in seguito nel 2017, dopo due stagioni da titolare con gli Azzurri, all'Offida calcio, squadra della provincia di Ascoli, nella quale è titolare, con la maglia numero 8.
Ha totalizzato 77 presenze in Serie B, con Pescara, Piacenza e Avellino.